# سيجوريور إينارسون
سيجوريور إينارسون (7 أبريل 1943 - ) هو لاعب كرة يد آيسلندا. شارك في الألعاب الأولمبية الصيفية 1972.

## وصلات خارجية
- سيجوريور إينارسون على موقع أوليمبيديا (الإنجليزية)